# 米林頓冰川
米林頓冰川（英語：Millington Glacier），是南極洲的冰川，位於杜費克海岸，全長19公里，流經休斯山脈東坡，最終在瓦林斯基山以北注入拉姆西冰川，現時由南極條約體系管理。